# Omma sibiricum
Omma sibiricum is een keversoort uit de familie Ommatidae. De wetenschappelijke naam van de soort is voor het eerst geldig gepubliceerd in 1966 door Ponomarenko.